# Holzwarth Jenő
Holzwarth Jenő, teljes nevén Holzwarth Jenő Ferenc Szilárd (Győr, 1874. március 29. – Debrecen, 1922. április 15.) orvos, sebész, radiológus, egyetemi tanár, miniszteri tanácsos, honvéd-főtörzsorvos.

## Élete
Holzwarth Ferenc bankár és Jakob Anna fiaként született. Középiskolai tanulmányait 1884 és 1892 között a kegyes-tanítórendiek budapesti főgimnáziumában végezte. 1892-ben tett érettségit Verebélÿ Tibor osztálytársaként. A Budapesti Tudományegyetemen avatták orvosdoktorrá (1898).
1896 és 1898 között az I. sz. Kórbonctani és Kórszövettani Intézet díjazatlan gyakornoka, 1898-tól 1903-ig az I. sz. Sebészeti Műtőintézet díjazatlan műtőnövendéke volt. 1903. szeptember 1-jén megválasztották a Dollinger Gyula által vezetett I. sz. Sebészeti Klinika II. tanársegédévé. 1905-től tanársegédi – majd adjunktusi – állása mellett az I. sz. Sebészeti Műtőintézet segédjeként is dolgozott. 1908-ban I. tanársegéddé, 1911-től adjunktussá lépett elő az I. sz. Sebészeti Klinikán. 1912-ben a sebészet kór- és gyógytana című tárgykörből magántanárrá habilitálták.
A Balkán-háború idején, 1912–1913 telén Szófiába utazott egy sebészcsoport élén. 1916 augusztusában a sebészeti műtéttan ülésjog nélküli nyilvános rendkívüli tanárává nevezték ki.
Az első világháborúban hadi szolgálatot teljesített. Több kitüntetésben részesült.
Saját magán kísérletezett a röntgensugarakkal, ezért ujjain rákos elváltozások keletkeztek, amelyek egyre tovább terjedtek. Halálakor két kezén összesen három ujja maradt. Ott kellett hagynia a gyakorlati oktatást igénylő katedrát, s 1919-ben a Népjóléti és Munkaügyi Minisztérium Betegellátási Főosztályának élére került mint miniszteri tanácsos.
Irodalmi dolgozatai a sebészet különböző kérdéseit tárgyalják; sokat foglalkozott a röntgensugárzás gyógyító hatásának kérdésével is.
A Fiumei úti sírkertben helyezték nyugalomra.

## Tagságai
- Budapesti Királyi Orvosegyesület alapító tagja és titkára
- Magyar Sebésztársaság titkára
- Magyar Könyvkiadó Társaság tagja
- Magyar Természettudományi Társaság tagja
- Deutsche Gesellschaft für Chirurgie rendes tagja
- Deutsche Gesellschaft für orthopädische Chirurgie rendes tagja
- Societé Internationale de Chirurgie rendes tagja

## Művei
- A művégtagok. Budapest, 1901
- A végtagok friss csonttöréseinek gyógyításmódjai és a műtéti beavatkozások indicatiói. (A Magyar Sebésztársaság Munkálatai 3. nagygyűlés (1910. május 27–28.)
- A pankreascystákról. (Orvosi Hetilap, 1911, 49.)
- Mennyiben helyettesítheti a helybeli érzéstelenítés az általános bódítást a nagy sebészetben? (Orvosi Hetilap, 1914, 38.)
- A harctéri sebesültek sebészi ellátásáról. Budapest, 1914
- A hasi lövések kezelési elveiről. Budapest, 1914

## Díjai, elismerései
- Ferenc József-rend lovagkeresztje (1913)
- Magyar Vöröskereszt-egyesület hadiékítményes II. oszt. díszjelvénye
- II. osztályú polgári hadi érdemkereszt (1918)